# Brie (Deux-Sèvres)
Brie ist eine Commune déléguée in der französischen Gemeinde Plaine-et-Vallées mit 173 Einwohnern (Stand: 1. Januar 2022) im Département Deux-Sèvres in der Region Nouvelle-Aquitaine. Sie gehört zum Arrondissement Bressuire und zum Kanton Le Val de Thouet. Die Einwohner werden Briolais genannt.
Die Gemeinde Brie wurde am 1. Januar 2019 mit Oiron, Saint-Jouin-de-Marnes und Taizé-Maulais zur Commune nouvelle Plaine-et-Vallées zusammengeschlossen. Sie hat seither den Status einer Commune déléguée. 

## Lage
Brie liegt etwa zwölf Kilometer ostsüdöstlich vom Zentrum Thouars an der Dive, die die östliche Gemeindegrenze bildet. Nachbargemeinden von Brie waren Oiron im Westen und Norden, Arçay im Nordosten, Montcontour im Osten und Südosten sowie Saint-Jouin-de-Marnes im Süden.

## Bevölkerungsentwicklung
| Jahr                       | 1962 | 1968 | 1975 | 1982 | 1990 | 1999 | 2006 | 2013 |
| Einwohner                  | 334  | 273  | 253  | 230  | 228  | 208  | 180  | 187  |
| Quellen: Cassini und INSEE |      |      |      |      |      |      |      |      |

## Sehenswürdigkeiten
- Kirche Saint-Pierre aus dem 10. Jahrhundert, im 19. Jahrhundert restauriert
- Kapelle Sazais

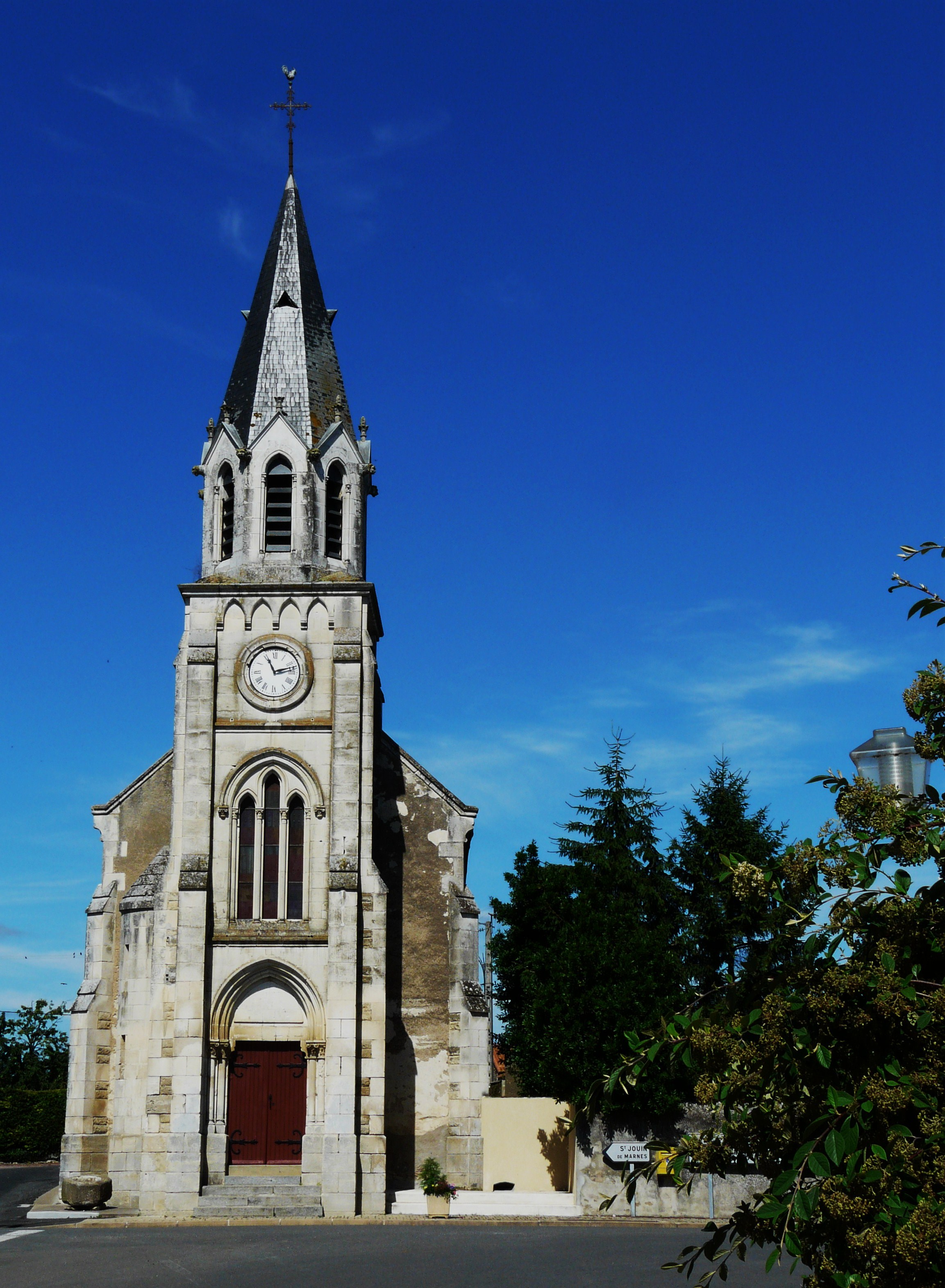
Kirche Saint-Pierre
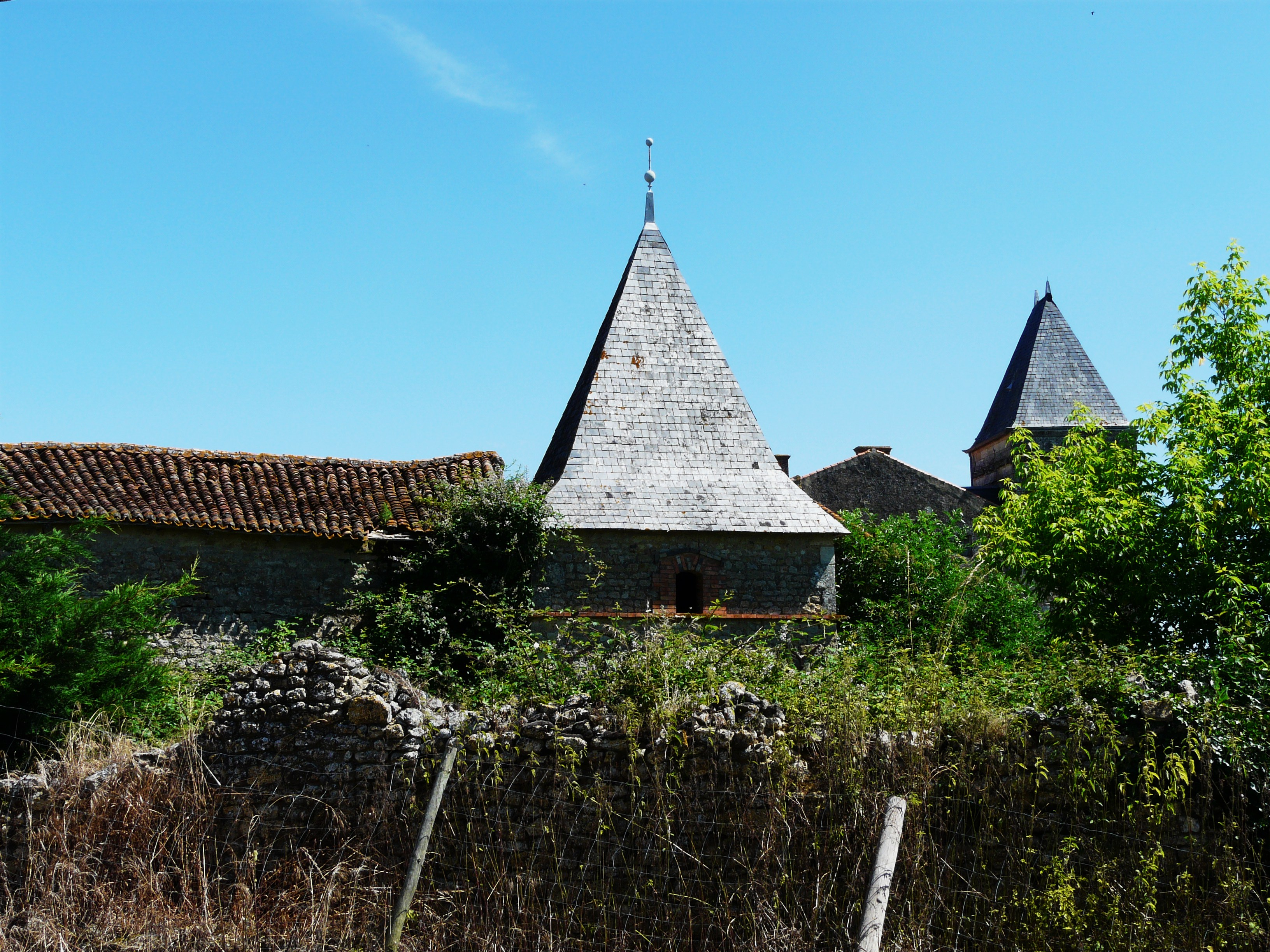
Kapelle Sazais